# Mike Crapo
Michael Dean Crapo (Idaho Falls, Idaho, 29 mei 1951) is een Amerikaans politicus namens de Republikeinse Partij. Sinds 1999 is hij senator voor Idaho.

## Levensloop
Crapo behaalde in 1973 een Bachelor of Arts aan de Brigham Young University en een graad in de rechten aan Harvard in 1977. Daarna diende hij één jaar als klerk bij een Amerikaanse Hof van Beroep. Daarna runde hij zijn eigen advocatenkantoor in Idaho.
Er werd in 1999 prostaatkanker ontdekt bij Crapo, maar genas daarvan. In 2005 keerde de kanker echter terug, en onderging bestraling. Deze ervaring heeft hem gemaakt tot een krachtig voorstander van methoden om kanker – en andere ziektes – zo vroegtijdig als mogelijk te ontdekken.
Hij trouwde in juni 1974 met Susan Diane Hasleton. Samen hebben zij vijf kinderen. Zij zijn lid van de Kerk van Jezus Christus van de Heiligen der Laatste Dagen.

## Politieke carrière
In 1984 werd Crapo gekozen in de Senaat van de staat Idaho. Daar diende hij tot 1992, waarvan vier jaar als voorzitter. Van 1993 tot 1999 diende hij in het Amerikaanse Huis van Afgevaardigden.
Crapo stelde zich verkiesbaar voor een vrijgekomen senaatszetel in 1998. Hij werd makkelijk verkozen en vier jaar later haalde hij bij zijn herverkiezing 99 procent van de stemmen, wegens gebrek aan tegenstand. Hij was de enige senator die zonder enige tegenstand werd herkozen.
Sommige Republikeinen willen hem een hoge functie in het leiderschap van de partij geven, omdat zijn zetel geldt als een van de veiligste in de hele senaat. De Democratische senator Harry Reid, voormalig minderheidsleider, raadde Crapo aan voor een benoeming in het Amerikaanse Hooggerechtshof.
Alabama: Tuberville (R) · Britt (R)
Alaska: Murkowski (R) · Sullivan (R)
Arizona: Kelly (D) · Gallego (D)
Arkansas: Boozman (R) · Cotton (R)
Californië: Padilla (D) · Schiff (D)
Colorado: Bennet (D) · Hickenlooper (D)
Connecticut: Blumenthal (D) · Murphy (D)
Delaware: Coons (D) · Blunt Rochester (D)
Florida: R. Scott (R) · Moody (R)
Georgia: Ossoff (D) · Warnock (D)
Hawaï: Schatz (D) · Hirono (D)
Idaho: Crapo (R) · Risch (R)
Illinois: Durbin (D) · Duckworth (D)
Indiana: Young (R) · Banks (R)
Iowa: Grassley (R) · Ernst (R)
Kansas: Moran (R) · Marshall (R)
Kentucky: McConnell (R) · Paul (R)
Louisiana: Cassidy (R) · Kennedy (R)
Maine: Collins (R) · King (O)
Maryland: Van Hollen (D) · Alsobrooks (D)
Massachusetts: Warren (D) · Markey (D)
Michigan: Peters (D) · Slotkin (D)
Minnesota: Klobuchar (D) · Smith (D)
Mississippi: Wicker (R) · Hyde-Smith (R)
Missouri: Hawley (R) · Schmitt (R)
Montana: Daines (R) · Sheehy (R)
Nebraska: Fischer (R) · Ricketts (R)
Nevada: Cortez Masto (D) · Rosen (D)
New Hampshire: Shaheen (D) · Hassan (D)
New Jersey: Booker (D) · Kim (D)
New Mexico: Heinrich (D) · Luján (D)
New York: Schumer (D) · Gillibrand (D)
North Carolina: Tillis (R) · Budd (R)
North Dakota: Hoeven (R) · Cramer (R)
Ohio: Moreno (R) · Husted (R)
Oklahoma: Lankford (R) · Mullin (R)
Oregon: Wyden (D) · Merkley (D)
Pennsylvania: Fetterman (D) · McCormick (R)
Rhode Island: Reed (D) · Whitehouse (D)
South Carolina: Graham (R) · T. Scott (R)
South Dakota: Thune (R) · Rounds (R)
Tennessee: Blackburn (R) · Hagerty (R)
Texas: Cornyn (R) · Cruz (R)
Utah: Lee (R) · Curtis (R)
Vermont: Sanders (O) · Welch (D)
Virginia: Warner (D) · Kaine (D)
Washington: Murray (D) · Cantwell (D)
West Virginia: Moore Capito (R) · Justice (R)
Wisconsin: Johnson (R) · Baldwin (D)
Wyoming: Barrasso (R) · Lummis (R)
(D): Democraat · (R): Republikein · (O): Onafhankelijk
- International Standard Name Identifier: 0000 0000 5496 9408
- Library of Congress Control Number: n2009160922
- SNAC: w6k17w9w
- Biographical Directory of the United States Congress: C000880
- Virtual International Authority File: 78876588
- WorldCat: E39PBJxH4CFJPPrRMR8JHFDH4q